# Tori Bowie
Frentorish "Tori" Bowie, född den 27 augusti 1990 i Sand Hill i Mississippi, död den 23 april 2023 i Horizon West i Florida, var en amerikansk friidrottare som främst tävlade i kortdistanslöpning och längdhopp.
Bowie vann guld på 100 meter vid friidrotts-VM 2017 i London, där hon även var med och vann guld i korta stafetten. Hon vann även guld i korta stafetten vid olympiska sommarspelen 2016 i Rio de Janeiro.

## Uppväxt
När Bowie var två år gammal blev hon och hennes syster bortlämnade till ett fosterhem av modern. Några månader senare fick hennes farmor vårdnaden om dem och det var hos farmodern i den lilla orten Sand Hill i Mississippi, några mil nordöst om delstatshuvudstaden Jackson, som Bowie växte upp.
Bowie började spela basket i grundskolan och när hon började i high school blev hon mer eller mindre tvingad att även ägna sig åt friidrott. Hon visade sig snart ha stor talang för den senare sporten och vann flera delstatsmästerskap i sprint och längdhopp under sin tid på high school.

## Karriär
Bowie studerade vid och tävlade för University of Southern Mississippi. Hennes genombrott kom 2011 då hon blev amerikansk collegemästare i längdhopp både inomhus och utomhus. Hon tog sin universitetsexamen 2012 och blev proffs 2013, med bland andra Al Joyner som tränare.
Efter att ha misslyckats med att ta sig till längdhoppsfinalen vid inomhus-VM 2014 i Sopot bestämde sig Bowie för att fokusera på kortdistanslöpning i stället, vilket skulle visa sig vara ett mycket klokt beslut. Året efter blev hon amerikansk mästare på 100 meter och tog brons på samma distans vid VM i Peking.

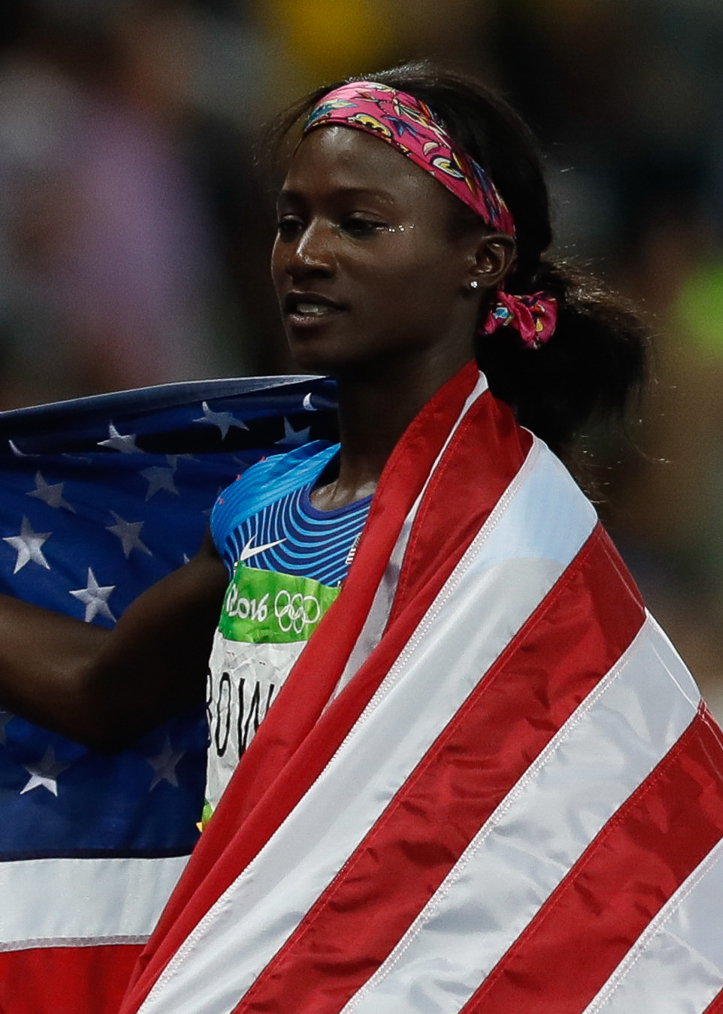
Bowie efter guldet på 4 × 100 meter vid OS 2016 i Rio de Janeiro.

Vid de amerikanska OS-uttagningarna 2016, som även räknades som amerikanska mästerskap, vann Bowie på 200 meter och kvalificerade sig för OS även på 100 meter. Vid OS i Rio de Janeiro tog hon två individuella medaljer – silver på 100 meter (10,83 sekunder) och brons på 200 meter (22,15 sekunder) – och dessutom guld i stafett 4 × 100 meter (41,01 sekunder, den näst snabbaste tiden någonsin).
Bowie blev amerikansk mästare på 100 meter för andra gången 2017. Vid VM i London senare samma sommar nådde hon sin största individuella framgång genom att bli världsmästare på 100 meter med en tid på 10,85 sekunder, bara en hundradel före tvåan Marie-Josée Ta Lou från Elfenbenskusten. Hon sprang också sistasträckan när USA vann korta stafetten vid samma mästerskap.
Bowies sista framträdande på den internationella scenen kom vid VM 2019 i Doha. Inför mästerskapen fokuserade hon på längdhopp och kom först i juni igång med att träna på 100 meter. Hon drog sig ur tävlingen i den senare grenen inför semifinalerna och kom fyra i längdhopp.
Därefter drog Bowie sig undan från offentligheten och även från många av sina vänner. Sista gången hon tävlade var sommaren 2022 och samma höst började hon studera vid Full Sail University i Florida.

## Död
Bowie hittades död i sitt hem i Horizon West i Florida, en förort till Orlando, den 2 maj 2023. Hon hittades av polis som kallats till platsen då hon inte hade setts eller hörts av på flera dagar. Polisen misstänkte inget brott i samband med dödsfallet. Vid obduktionen framkom att hon hade varit gravid i åttonde månaden och hade förlossningsvärkar i samband med dödsfallet. Komplikationer skapade ett kramptillstånd med andnöd, vilket ledde till hennes död. Dödsdatumet bedömdes ha varit den 23 april. Bowie blev bara 32 år gammal.

## Personliga rekord
- 100 meter – 10,78 sekunder (3 juli 2016 i Eugene)
- 200 meter – 21,77 sekunder (27 maj 2017 i Eugene)
- Längdhopp – 6,95 meter (25 januari 2014 i Naperville)
  - Utomhus – 6,91 meter (6 april 2013 i Los Angeles)